# Syzygium latifolium
Syzygium latifolium là một loài thực vật có hoa trong Họ Đào kim nương. Loài này được (Poir.) DC. miêu tả khoa học đầu tiên năm 1828.